# Stazione di Medesano
Stazione di Medesano vasútállomás Olaszországban, Medesano településen.

## Vasútvonalak
Az állomást az alábbi vasútvonalak érintik:
- Fidenza-Fornovo-vasútvonal

## Kapcsolódó állomások
A vasútállomáshoz az alábbi állomások vannak a legközelebb:
- Stazione di Noceto
- Stazione di Felegara-Sant'Andrea Bagni